# Космос-2403
Космос-2403 је један од преко 2400 совјетских вјештачких сателита лансираних у оквиру програма Космос.
Космос-2403 је лансиран са космодрома, 10. децембра 2003. Ракета-носач је поставила сателит у орбиту око планете Земље. 